# Magic Kaito
Magic Kaito (Nhật: まじっく快斗 Hepburn: Majikku Kaito) là một loạt shonen manga của Aoyama Gōshō. Ở Việt Nam, manga này đã được Nhà xuất bản Kim Đồng mua bản quyền và phát hành dưới tên Magic Kaito, đã xuất bản đầy đủ 5 tập.
Manga tập trung kể về một siêu trộm có tên là Kaito Kid. Aoyama Gōshō đã dừng sáng tác tiếp manga này sau 3 tập để chuyển sang sáng tác Thám tử lừng danh Conan (Detective Conan) thay vào đó. Các chương của Magic Kaito được xuất bản trong tạp chí Shōnen Sunday sau đó, và chỉ được sưu tầm lại thành 4 tập vào tháng 2 năm 2007. Năm 2017, tập 5 ra mắt sau mười năm gián đoạn vì tác giả bận sáng tác truyện Conan.
Do 2 bộ manga có nội dung lồng vào nhau nên các nhân vật của Magic Kaito xuất hiện trong Thám tử lừng danh Conan khá thường xuyên. Kaito KID xuất hiện trong các tập 16, 20, 30, 44, 46, 53, 61, 64, 65, 68, 70, 78, 79, 82, 91, 96 và 101 của manga. Anh cũng xuất hiện trong Detective Conan movies 3, 8, 10, 14, 19, 23, 27 và còn xuất hiện một vài lần trong các tập anime Thám tử lừng danh Conan.

## Cốt truyện
Kaito KID là một siêu trộm chuyên đi trộm đá quý. Cậu được biết đến với cái tên "Kaitou KID" hay "Tội phạm số 1412". Cậu có nickname "KID" khi một nhà báo ghi vội vàng, nguệch ngoạc "1412" và Kudo Yusaku đã đọc nó là "KID" (14 = KI, 12 = D). Theo tiếng Nhật từ "Kaito" nghĩa là "bóng ma tên trộm bí ẩn."
Là một tội phạm bị cả thế giới truy nã, Kaito thực ra chính là một ảo thuật gia đại tài nổi tiếng trên toàn thế giới, Kuroba Toichi (黒羽 盗一 Hắc Võ Đạo Nhất). Tám năm trước khi câu chuyện bắt đầu, Toichi được một băng nhóm mafia thuê để tìm và đánh cắp một viên đá quý đặc biệt và có ma lực. Viên đá này có tên là "Pandora Gem", được tiết lộ là khi soi nó trước ánh trăng, giọt nước mắt bên trong sẽ phát sáng đỏ. Khi nhỏ giọt nước mắt ra, người nào uống được nó sẽ có được sự bất tử. Sau khi phát hiện ra điều đó, Toichi quyết định sẽ không đánh cắp viên đá đó. Một băng nhóm mafia đã thuê người ám sát ông trong một buổi biểu diễn ảo thuật, và sắp đặt cho cái chết của ông giống như một tai nạn.
Kaito KID hiện tại là con trai của Toichi, Kuroba Kaito (黒羽 快斗 Hắc Võ Khoái Đẩu), một học sinh 17 tuổi cũng có tài ảo thuật và đã cải trang giỏi như cha mình. Bên cạnh Kaito, Kuroba Toichi còn dạy cho Kudo Yukiko (mẹ của Kudo Shinichi trong Thám tử lừng danh Conan) cách hoá trang cho nghề nghiệp của cô và thành viên của tổ chức áo đen được biết dưới cái tên Sharon Vineyard cũng là một học trò của anh, người hiện tại có tên là Chris Vineyard, hay còn gọi là Vermouth.
Thanh tra Nakamori Ginzou là người đã đuổi bắt KID từ nhiều năm trước. Ông không hề biết rằng KID hiện nay chính là bạn thân của con gái mình - Aoko, Kuroba Kaito. Nakamori Aoko là người mà Kaito thích trong manga Magic Kaito. Hakuba Saguru, con trai của một cảnh sát trưởng, cũng tham gia vào truy bắt tên trộm bí ẩn KID. Saguru tin rằng Kaito có thể chính là Kaitou KID, nhưng cậu không thể chứng minh được điều đó. Thêm vào đó, nữ phù thủy Koizumi Akako, là người kế thừa của ma thuật đỏ, đã thử sử dụng phép thuật để bắt Kaito là nô lệ của cô, vì cậu là người duy nhất không thích cô, và cũng giúp cậu thoát khỏi sự săn lùng của cảnh sát khi cải trang thành KID.
Kaitou KID sử dụng một số vật dụng để ăn cắp. Cậu sử dụng một khẩu súng bắn ra những lá bài mỏng và sắc, một cái áo choàng có thể mở ra thành tàu lượn, mang theo nhiều quả bom khói, và một con ma-nơ-canh dùng làm mồi bẫy nhằm đánh lạc hướng của mọi người,.... KID còn được cho là một tên trộm không biết sợ là gì (nhảy lên các toà nhà cao tầng, đi qua những nơi chật hẹp như ống khói và cống rãnh...) và có khả năng giả giọng của bất kì một người khác mà không cần phải thông qua một thiết bị đặc biệt (trong khi Conan phải dùng nơ thay dổi giọng nói ). Cậu còn có một cộng sự đã từng làm việc với cha cậu - một người đàn ông lớn tuổi tên là Jii.
Không một ai biết được con người thật của KID. Sau khi vô tình chạm vào tấm ảnh của cha mình, Kaito vô tình lọt vào căn phòng bí mật của ông và phát hiện ra sự thật về cái chết của cha mình. Cậu biết rằng cha mình bị ám sát bởi một tổ chức mafia bí ẩn vì đã từ chối giúp họ tìm và đánh cắp viên Pandora Gem. Sau đó cậu đã hạ quyết tâm phải tìm cho bằng được viên Pandora Gem trước khi bọn chúng tìm ra và sẽ phá huỷ nó ngay khi cậu tìm được nó - để phá huỷ sự bất tử của nó đối với cái chết của cha cậu. Thêm vào đó, anh thử nhử chúng một cách công khai và khoa trương. Cậu vẫn thông báo trước thời gian cũng như địa điểm mà cậu sẽ thực hiện phi vụ bằng cách gửi cho thanh tra Nakamori những câu hỏi bí ẩn mà hiểm hóc khiến cho ngài thanh tra phát khùng. Cậu ngày càng yêu hành động tội phạm của mình, và yêu cả những thử thách cho "sở thích" của mình.
Conan cũng đã tham gia truy bắt KID vì để biết được thân phận của KID nhưng hai người cũng đã nhiều lần hỗ trợ lẫn nhau.
Cuối cùng, cậu cũng đã thề với chính bản thân mình sẽ không để cho bất kì một ai bị tổn thương (kể cả đó là người đã ám sát cha cậu), và đương nhiên thanh tra Nakamori Ginzou vẫn luôn tìm cách bắt cậu vì tự trọng của một người đàn ông. Kì quặc là, ngài thanh tra và Toichi từng là bạn tốt của nhau trước khi Toichi chết, và có vẻ như ngài thanh tra không hề hay biết rằng Kaito KID hiện tại không phải Kaito KID chính thức.
Đầu mối duy nhất mà Kaito có về viên đá là ẩn trong viên đá đó còn 1 viên đá nhỏ phát sáng ánh đỏ rực khi soi dưới trăng tròn. Vì thế, nó có một lịch sử hình thành khá là kì quái, và nó được cất giữ ở một nơi mà ánh trăng không bao giờ chiếu đến được. Đó là lý do tại sao cậu tìm kiếm và đánh cắp những viên đá vô giá nổi tiếng từ những nơi có hệ thống phòng thủ tốt, và cậu sẽ đem trả chúng nếu đó không phải là viên đá Pandora Gem mà cậu tìm kiếm.
Khi là người bình thường, Kaito là một cậu thiếu niên thông minh và hay chọc những người xung quanh. Cậu thích làm những trò chơi khăm mọi người, đôi khi sử dụng cả ảo thuật, khiến mọi người phải cười. Mỗi khi cậu chơi xỏ Aoko, cô lại đuổi bắt cậu bằng tất cả những vật dụng mà cô có thể cầm được như cái bàn hay cái chổi lau nhà... Tuy nhiên cô cũng thích cậu một cách bí mật, và cô nghĩ rằng cậu thật sự là một người tốt. Cô không hề biết rằng Kaito chính là "Kaitou KID" và cô rất ghét KID, vì cô cho rằng hành động ăn cắp của KID là sai trái (ngay cả khi cậu có trả nó lại ngay sau đó), và cha của cô luôn dành thời gian để săn đuổi cậu hơn là dành thời gian cho cô. 

## Các nhân vật
Kuroba Kaito (黒羽 快斗 (Hắc Vũ Khoái Đẩu))
Lồng tiếng: Yamaguchi Kappei (tiếng Nhật), Jerry Jewell (tiếng Anh)
Học sinh cao trung, là nhân vật chính. Kaito rất tinh ranh và láu cá, hay châm biếm người khác, đã vậy còn có tính biến thái, là một ảo thuật gia 17 tuổi. Cậu là bạn thời thơ ấu của Nakamori Aoko, chơi rất giỏi các môn thể thao như trượt tuyết, và thường sợ chết khiếp khi nhìn thấy cá. Kaito đồng thời còn là Kaitou KID (怪盗キッド Kaitō Kiddo), một siêu trộm bí ẩn. Cậu luôn thông báo cho cảnh sát thời gian, địa điểm và cả thứ cậu muốn đánh cắp, cậu luôn trả chúng lại hoặc vứt đi sau mỗi lần đánh cắp. Kaito suốt ngày trêu chọc Aoko, nhưng thực ra cậu rất yêu mến cô. Cái tên "Kaito" không có nghĩa gì đặc biệt cả, nhưng nó là một cách chơi chữ của từ đồng âm "Kaito" (怪盗 Quái Đạo) có nghĩa là "tên trộm xuất quỷ nhập thần". "Kuroba" nghĩa là "Lông vũ đen" nó cũng là cách chơi chữ của một từ tiếng Anh, từ "clover" ý nói đến cái kính một mắt của Kaito.
Kaito có mẹ là Chikage Kuroba, một cựu siêu trộm mang biệt danh Phantom Lady, "người phụ nữ có 20 bộ mặt". Cũng như chồng, bà là một đạo chích có tiếng và đã ngừng công việc sau khi kết hôn với Toichi. Giờ đây bà đang ở Las Vegas vui chơi. Dù bà về Nhật và khuyến khích con trai ngưng dấn thân vào vụ án của bố và không làm KID, tuy nhiên Kaito đã thể hiện rất rõ quyết tâm làm sáng tỏ cái chết của Toichi đến cùng nên bà đã nhanh chóng bay về Mỹ.
Kudo Shinichi trong Thám tử lừng danh Conan của Aoyama có ngoại hình gần giống với Kaito. Trong Detective Conan anime Kaito và Shinichi được lồng tiếng bởi cùng một người. Trong tiếng Anh, anh được coi là Kid The Phantom Thief.
Ngoài ra, trong tập 23-24 ở series anime riêng (tương ứng tập 5 manga), Kaitou KID còn được thách thức và đối đầu với một đối thủ rất mực tài ba tên Kaitou Corbeau (rất có thể đây là bà Chikage cải trang, hoặc chính là ông Kuroba Toichi tái xuất sau 8 năm giả chết). Sau này, Kaito tậu được một chiếc xe môtô phân khối lớn trông khá là ''hầm hố'' để đi học.
Kuroba Kaito khi ở trường thuộc típ học sinh hoà đồng, có phần hơi nghịch ngợm, quậy phá, có thể né tránh các màn phóng chổi và chọi ghế của Aoko bằng những cú lộn nhào mà không phải học sinh lớp 11 nào cũng làm được. Trong chuyện tình cảm, nếu như Shinichi phải tranh thủ mọi cơ hội uống thuốc giải để bày tỏ tình cảm với Ran thì anh chàng Kaito Kid này lại có nhiều cơ hội hơn cả vì ngày nào cũng được gặp Aoko ở trường và cuối tuần cũng được Aoko gọi vọng qua từ bên nhà để cùng ăn sáng nhưng do tính cách hai người có phần hơi Tsundere nên hầu hết mọi tiến triển trong tình cảm đầu phải để hoàn cảnh đẩy đưa. 
Edogawa Conan được so sánh với Sherlock Holmes của Arthur Conan Doyle, Kaito Kid được so sánh với Arsène Lupin của Maurice Leblanc.
Nakamori Aoko (中森 青子 Trung Sâm Thanh Tử)
Lồng tiếng: Iwai Yukiko (Detective Conan ep 76), Takayama Minami (Detective Conan ep 219), Fujimura Ayumi (TV Specials) & Ichimichi Mao (Magic Kaito 1412).
Học sinh Cao trung. Bạn thời thơ ấu của Kaito. Kaito thường trêu chọc cô và hay nhìn lén quần lót của cô, mỗi lần như thế cô lại đuổi bắt cậu bằng các vũ khí như cây chổi lau nhà, mặc dù cô đang thích thầm anh. Cô là con gái của thanh tra Nakamori Ginzou, chỉ vì KID mà ông Ginzou suốt ngày phải đi bắt cậu ta mà, cho nên cô ghét KID. Mori Ran trong Thám tử lừng danh Conan của Aoyama cũng gần giống Aoko (Giống như Kaito và Shinichi) .
Do tính cách của Aoko mang nhiều hơi hướng của một tsundere nên phản ứng của cô khi bị trêu chọc thường là đỏ bừng cả mặt và vội vớ lấy tất cả những gì có thể, lập tức ném vào Kaito. Hơn nữa, Aoko thường chối bay chối biến khi người khác hỏi về tình cảm cô dành cho Kaito. Tuy nhiên, khi trút bỏ bề ngoài nóng nảy, Aoko rất dễ chịu, nhẹ nhàng và hòa đồng. Dù biết Akako đã cạnh tranh giành lấy Kaito nhưng Aoko rất vui và còn thấy cô phù thủy Akako này còn thật dễ thương khi đỏ mặt. Aoko thích đồ ngọt, hậu đậu và nấu ăn hơi kém, khác với hình tượng đảm đang của Ran trong Thám tử lừng danh Conan. Ngoài ra, có thể nói Aoko học khá giỏi, khi trong tập đầu tiên của các series đều có chi tiết cô giải đúng một biểu thức khó dù chỉ lướt mắt qua khi đang mải rượt Kaito, làm ồn lớp và bị cô giáo nhắc nhở. Aoko từng dính líu đến một phi vụ với viên đá Mặt trời ở một đền chùa, cả cô và KID sập bẫy và cô phải hỗ trợ KID để giải mã tìm đường thoát, vì tay đạo chích đã bị thương ở bụng vì cố bảo vệ Aoko lúc rơi.
Tuy rằng có thể xem như Aoko là Ran trong thế giới song song giữa Detective Conan và Magic Kaito nhưng nếu tác giả xây dựng hình tượng Ran với nhưng tính cách tốt đẹp như một người chị trưởng thành thì Aoko lại giống như một cô em gái hậu đậu, hăng hái và có phần quá khích. Cũng giống như Ran hay bao cô gái mới lớn khác, Aoko cũng có phần nhạy cảm và nữ tính - giọt nước mắt của người con gái chỉ biết khóc một mình. Trong buổi trượt tuyết đồng đội của lớp, vì muốn Kaito được tỏ sáng trình diễn mà Aoko đã chủ động "nhường" cho Kaito bằng cách bắt cặp với người khác trước. Nhưng trong lòng Aoko lại không cảm thấy vậy, cô không nỡ ích kỷ giữ Kaito cho mình nhưng cũng không thể buông tay cậu. Trong lúc nghĩ người cô thích đi cùng với người con gái khác trong tiếng tung hô của mọi người cô đứng lủi thủi một mình trong bộ quần áo thùng thình của ba, cô bật khóc và thét lên thật to "Tại sao lại không rủ tớ trước chứ? Kaito là đồ ngốc!!!".
Hiện mẹ của Aoko chưa được xác nhận danh tính. Mẹ của Kaito nhờ Aoko chăm sóc và theo dõi Kaito. Nhưng vì cô đứng ngoài cuộc chơi nên Aoko thường có những hành xử ngốc nghếch, phá đám Kaito và ở tập 24 series anime riêng, cô đòi lập một nhóm thám tử gồm Hakuba, Akako và Kaito để tóm gọn KID.
Cô còn rất tự ti về vòng một nhỏ của mình.
Nakamori Ginzou (中森 銀三 Trung Sâm Ngân Tam) / Inspector Mace Fuller
Lồng tiếng: Ishizuka Unshou (tiếng Nhật), Jay Jones (tiếng Anh)
Cha của Aoko. Ông là thanh tra chỉ huy lực lượng cảnh sát đi bắt Kaito KID. Ông là một người màu mè và ầm ĩ. Ông không hề biết rằng Kaito KID hiện tại không phải là Kaito KID mà ông bắt đầu săn đuổi từ lúc mới vào nghề.
Hakuba Saguru (白馬 探 Bạch Mã Thám)
Lồng tiếng: Ishida Akira, Miyano Mamoru (Magic Kaito 1412).
Một thám tử thiếu niên đến từ Anh, là học sinh Cao trung. Anh có mái tóc vàng và hơn xoăn. Anh cũng tham gia truy bắt KID. Anh cũng là bạn cùng lớp với Kaito, từng lấy được DNA từ tóc của Kaito và liên hệ với Kid, tuy nhiên anh vẫn không đủ bằng chứng để chứng minh Kaito chính là Kid. Đã nhiều lần xuất hiện trong Dêt Conan. Do Shinichi đột nhiên "mất tích" nên giờ Hakuba đang nắm giữ cương vị thám tử trung học - đại diện miền Đông, dù đối với Heiji thì Shinichi vẫn luôn là đại diện của Tokyo. Hakuba sớm nổi tiếng trong trường học vì vẻ ngoài đẹp trai và khả năng suy luận. Hầu như cứ vụ nào có KID, anh đều tham gia.
Hakuba có thói quen luôn xem thời gian đúng từng giây từng khắc.
Koizumi Akako (小泉 紅子 Tiểu Tuyền Hồng Tử)
Lồng tiếng: Hayashibara Megumi, Kitamura Eri (Magic Kaito 1412).
Một cô gái học cùng trường với Kaito. Cô là một phù thủy thực sự và là người thừa kế của ma thuật đỏ. Cô có khả năng dùng phép thuật để khiến mọi đàn ông phải sùng bái mình, tuy nhiên cô không thể dùng phép thuật để cám dỗ Kaito. Cô biết anh chính là KID, nhưng không nói cho bất kỳ ai. Akako là một cô gái xinh đẹp, quyến rũ và khiến bất cứ chàng trai nào thấy cô đều chết mê chết mệt, ngoại trừ Kaito. Mọi người thường gọi cô là Akako-sama. Ban đầu cô rất ghét Kaito vì cô không thể "kiểm soát" được cậu, nhưng dần dần cô bắt đầu thích cậu. Cô có khả năng điều khiển được Lucifer (Ma vương). Akako thường tìm mọi cách quyến rũ Kaito. Điển hình là trong ngày Giáng sinh, cô giáo đã tổ chức cuộc thi "Trượt băng hoá trang". Vì muốn cùng đội với Kaito nên cô đã dán lá bùa vào lưng áo Kaito. Nhưng cô lại thất bại như mọi lần và Kaito lại trượt băng với Aoko và thắng với số điểm 40 (Akako đạt 39 điểm). Nhưng cô lại nhất định không bỏ cuộc.
Dù Aoko rất quý và hòa đồng với cô, Akako vẫn cho rằng cô ấy là một cái gai trong mắt. Ngoài ra, Akako hay đưa ra những lời tiên tri để cảnh báo Kaito dừng thực hiện phi vụ, nhưng đến phút chót Kaito luôn vượt qua được nguy hiểm. Cách Akako cảnh báo Kaito khá giống cách răn đe, dặn dò của Haibara Ai đối với Conan trong Thám tử lừng danh Conan.
Kuroba Toichi (黒羽 盗一 (Hắc Vũ Đạo Nhất))
Lồng tiếng: Ikeda Shuuichi
Cha của Kaito. Toichi chính là KID đời đầu. Ông là một ảo thuật gia nổi tiếng mà mọi người hâm mộ. Ông dạy Kaito khá nhiều thủ thuật và luôn luôn phải cười khi anh còn nhỏ. Khi ông còn là KID, cả ông và Kudo Yusaku từng là đối thủ. Toichi chết trong một vụ "tai nạn" khi đang biểu diễn ảo thuật 8 năm trước, nhưng Kaito phát hiện ra rằng ông đã bị ám sát. Tuy nhiên, trong tập 5 manga xuất hiện 1 nhân vật có biệt danh Kaitou Corbeau với trang phục giống hệt KID, nhưng thay màu trắng bằng màu đen. Rất có thể đây chính là Toichi, và cái chết của ông vào 8 năm trước chỉ là giả để che mắt kẻ thù.
Trông ông khá giống với cha của Shinichi, Kudo Yusaku trong Thám tử lừng danh Conan và cũng dạy cho Kudo Yukiko (mẹ của Shinichi) và Vermouth cách cải trang.
Jii Kōnosuke (寺井 黄之助 Tự Tỉnh Hoàng Chi Trợ)
Lồng tiếng: Kaneta Kimotsuki
Ông là một người đàn ông già từng giúp việc cho Toichi. Ông bắt đầu giúp đỡ Kaito, và gọi anh là "Young Master" (Cậu chủ). Tuy đã già nhưng ông vẫn rất khoẻ mạnh và linh hoạt. Ông ít khi xuất hiện trong series này. Ông có một quán bar tên là Blue Parrot (ブルーパロット Burū Parotto?).
Chaki Shintarō (茶木 伸太郎 Trà Mộc Thân Thái Lang)
Ông là một thanh tra đi lùng bắt KID. Ông cũng từng xuất hiện trong Thám tử lừng danh Conan.
Momo Keiko (桃井 恵子 Đào Tĩnh Huệ Tử)
Lồng tiếng: Iwai Yukiko, Tanezaki Atsumi (Magic Kaito 1412).
Bạn thân nhất của Aoko. Keiko có mái tóc nâu buộc 2 bên và đeo cặp kính màu hồng.